# Alle mine drømme til dig
Alle mine drømme til dig er det 19. studiealbum af den danske sangerinde og sangskriver Anne Linnet, der udkom den 27. april 2015 på ArtPeople. Efter det elektroniske album Kalder længsel (2012), der blev dårligt modtaget af anmelderne og ikke blev nogen kommerciel succes, besluttede Anne Linnet at lave et mere organisk album. Albummet er indspillet live i studiet inspireret af indspilningsteknikken fra 70'erne og 80'erne, som modreaktion til moderne, digitaliserede albumproduktioner. Om processen har Anne Linnet udtalt: 
| Citat | Vi har prøvet at blande den digitaliserede verden, vi lever i med de gode ting fra fortiden uden at dvæle ved nostalgi, men er gået efter en sammensmeltning. Det er nok på alle planer, ikke kun musikalsk. Kunsten er næsten altid en pejling af, hvor man er mentalt, både individet og samfundet. Og i vores tid tror jeg, at der er mange, der savner den varme og det fællesskab, man havde i 70'erne og 80'erne. | Citat |
|       | |       |

Teksterne kredser ifølge Anne Linnet om kærlighed, brud, afsavn og nærvær, om hvilket hun udtaler: "Det er jo problematikker der har eksisteret altid, men som måske optager mennesker endnu mere i dag end hidtil. Som det oftest er i mine sange, rummer mange af de nye tekster også en dobbelthed – en mulighed for flere fortolkninger – alt efter hvor lytteren selv er i sit liv".

## Spor
Alt tekst skrevet af Anne Linnet. 
| #   | Titel                          | Musik                    | Længde |
| --- | ------------------------------ | ------------------------ | ------ |
| 1.  | "Åben himmel"                  | Anne Linnet              | 3:23   |
| 2.  | "Ørkensand"                    | A. Linnet, Marcus Linnet | 3:43   |
| 3.  | "Alle mine drømme til dig"     | A. Linnet                | 5:56   |
| 4.  | "Ingen tid at spilde"          | A. Linnet, M. Linnet     | 3:55   |
| 5.  | "Ledt efter lykken"            | A. Linnet                | 3:58   |
| 6.  | "En anden"                     | A. Linnet, M. Linnet     | 4:15   |
| 7.  | "Født under en heldig stjerne" | A. Linnet, M. Linnet     | 3:58   |
| 8.  | "Er det nu vi gi'r slip"       | A. Linnet                | 4:02   |
| 9.  | "Du er sommer"                 | A. Linnet, M. Linnet     | 4:26   |
| 10. | "Vægtløs"                      | A. Linnet                | 5:02   |